# Makan
Makan (også Magan) var et gammelt rige eller område, der blev nævnt i sumeriske kileskrifttekster fra omkring 2300 f.Kr. og som eksisterede til 550 f.Kr. som oprindelsessted for forsyninger af kobber og diorit til Mesopotamien.
Placeringen af Magan vides ikke med sikkerhed, men det meste af arkæologiske og geologiske beviser tyder på, at Makan var en del af det, der nu er Oman. Metalprøver af kobbergenstande fra Mesopotamien fra tiden 3.000-2.000 f.Kr. har påvist et svagt indhold af nikkel, 0.2-0.3%. Tilsvarende indhold af nikkel er kun konstateret i den dal, der strækker sig fra oasen Buraimi på grænsen mellem Abu Dhabi og Muskat ned til havnebyen Sohar på Muskatkysten.
Hvis beliggenheden er rigtig, betyder det, at Makan har ligget på sejlruten fra Dilmun i det indre af Den Persiske Bugt til Meluhha eller Mohenjo-Daro i Indusdalen. Dette indebar, at en svækkelse af denne handelsrute også ville svække Makans rolle i den datidige internationale handel og skibsfart.